# Gentianella fruticulosa
Gentianella fruticulosa là một loài thực vật có hoa trong họ Long đởm. Loài này được (Dombey ex Wedd.) Fabris ex J.S.Pringle mô tả khoa học đầu tiên năm 1993.